# Obaysch
Obaysch, né en 1849 et mort à Londres le 11 mars 1878, est le premier hippopotame vu en Grande-Bretagne depuis la Préhistoire et le premier en Europe depuis la Rome antique. Il porte le nom de l'île du Nil Blanc où il est capturé en 1849 alors qu'il a moins d'un an.

## Capture et envoi en Angleterre
Le consul général britannique, Charles Murray (plus tard surnommé Hippopotamus Murray), négocie avec le vice-roi d'Égypte, Abbas Pacha, la capture d'un hippopotame pour les collections du zoo de Londres. Abbas dépêche une expédition qui trouve un très jeune spécimen sur l'île d'Obaysch, sur le Nil Blanc. Le jeune hippopotame reçoit un coup de harpon au flanc qui lui laisse une marque ensuite. Il est envoyé par bateau sur le Nil jusqu'au Caire, accompagné d'un troupeau de vaches pour lui fournir du lait. Il arrive le 14 novembre 1849 et est logé au consulat britannique. Murray s'accorde avec Abbas pour échanger Obaysch et quelques autres animaux exotiques (une lionne et un guépard) contre des lévriers et des dogues. Il est ensuite envoyé par paquebot de la compagnie P&O à Southampton, et il arrive au zoo de Londres le 25 mai 1850.

## Vie au zoo de Londres
Obaysch devient instantanément une sensation à Londres, attirant jusqu'à 10 000 visiteurs chaque jour, et créant un marché de produits dérivés, y compris une danse, la « polka de l'hippopotame » (The Hippopotamus Polka) par L. St. Mars. Le nombre de visiteurs au zoo en 1850 était le double de l'année précédente.

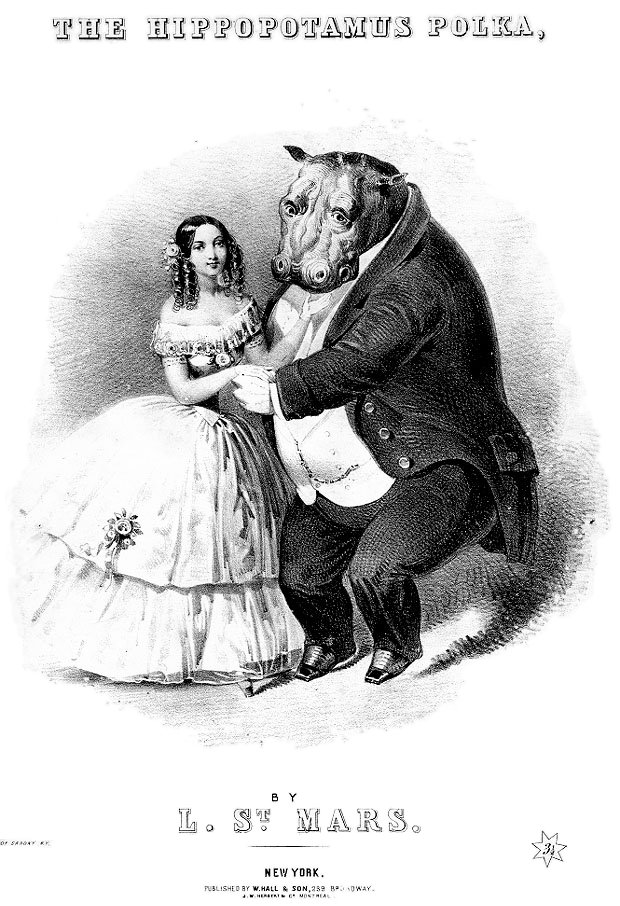
Couverture de la partition de la polka de l'hippopotame.

Obaysch est très attaché à son gardien, un dénommé Hamet. La première année, il est nourri de lait de vache et de maïs moulu puis son alimentation nécessite chaque jour 50 kg de foin, paille, blé, racines et herbes.
Abbas Pacha envoie un second hippopotame à Londres, une femelle nommée Adhela qui arrive le 22 juillet 1854. Après une attente de plus de 16 ans, le couple produit enfin une progéniture en 1871, mais le petit meurt au bout de 2 jours. Un second petit décède l'année suivante, mais un troisième, né le 5 novembre 1872, survit. C'est une femelle nommée Guy Fawkes. Adhela survit à Obaysch de 4 ans, décédant le 16 décembre 1882. Guy Fawkes meurt le 20 mars 1908.
Obaysch s'échappa une fois de sa captivité au zoo de Londres, et selon la légende, un gardien fut utilisé comme appât pour le ramener dans son enclos.
À sa mort, Obaysch est autopsié par le professeur Ganod et sa peau est conservée.

## Dans la presse française
L'histoire d'Obaysch fait l'objet d'une chronique signée Léon Gatayes dans le quotidien Le Corsaire. Selon le journal dans son édition du 22 décembre 1851, Obaysch fut découvert par hasard en juillet 1849 par un chasseur arabe au milieu d'un massif de roseaux. Le petit hippopotame, seul et endormi, n'était âgé que deux ou trois jours mais parvint à échapper au chasseur qui le harponna pour le rattraper, lui laissant une blessure superficielle. Il le prit sur son canot et l'amena au Caire en novembre où il fut acheté par Charles Murray au nom de la Société zoologique de Londres. Alors, le directeur du zoo, David William Mitchell, fit affréter le navire Rupon équipé d'une cage spéciale pour aller chercher Obaysch et l'amener à Londres où il arriva le 25 mai 1850. Léon Gatayes visite l'hippopotame au zoo de Londres et remarque son intelligence et son attachement à son gardien, un dénommé Hamet. Toujours selon Gatayes, l'homme et l'hippopotame partagèrent la même couche jusqu'à ce qu'Obaysch soit trop gros et qu'il faille installer une grille  entre eux pour protéger Hamet pendant leur sommeil. En grandissant, Obaysch s'éloigna de son maître et dormit dans son propre lit. La chronique est reprise à l'identique dans La Sylphide du 30 décembre 1851.
Obaysch est cité dans le journal local Affiches de Strasbourg du 3 janvier 1855 qui donne la version la plus connue de l'histoire, à savoir qu'Obaysch fut capturé par une expédition envoyée par Abbas Pacha.
La Liberté publie un article à l'occasion de la mort d'Obaysch au zoo de Londres. L'édition du 19 mars 1878 revient sur la capture de l'animal. Selon le quotidien, Obaysch avait en réalité trois ans en 1849 et fut capturé par les chasseurs d'Abbas Pacha en le faisant tomber dans une fosse dissimulée par du gazon et des feuilles mortes. Après avoir passé l'hiver au Caire, dans un bassin installé à proximité du consulat britannique, Obaysch arriva en Angleterre au printemps 1850 et fut amené dans un train de la South Western Railway jusqu'à Londres où il entra le 25 mai 1850.